# Die große Unbekannte
Die große Unbekannte er en tysk stumfilm fra 1924 af Willi Wolff.

## Medvirkende
- Georg Baselt
- Harry Hardt
- Leopold von Ledebur
- Rudolf Lettinger
- Hans Wassmann
- Charles Puffy
- Lydia Potechina
- Georg Alexander
- Hans Junkermann
- Ellen Richter